# 佐波川
佐波川（さばがわ）は、山口県中部を流れる佐波川水系の本流で、一級河川である。鯖川とも呼ばれる。

## 概要

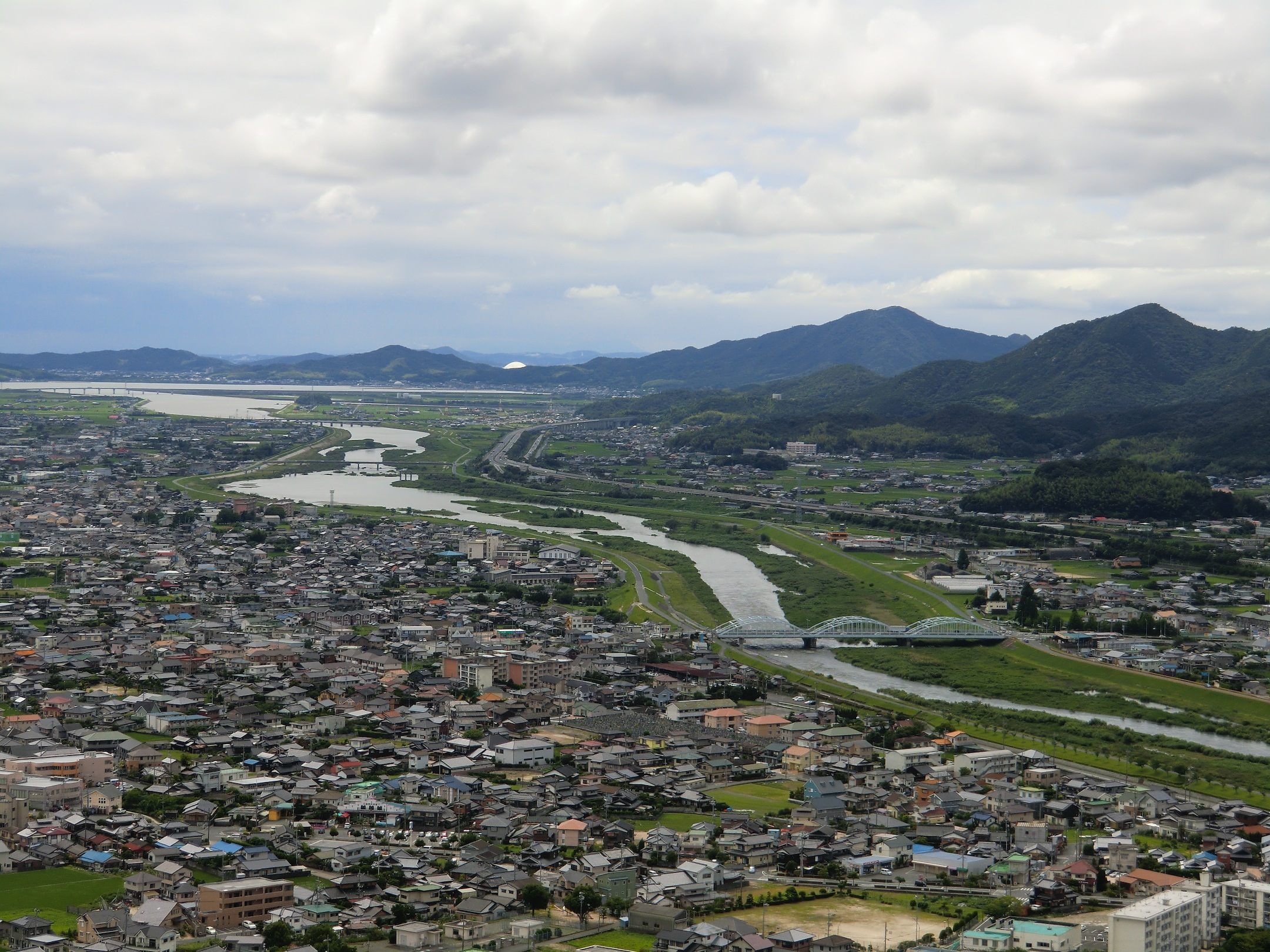
佐波川下流の眺望

佐波川は、山口県の中央部をほぼ南流する川。島根県境に位置する周防山地の三ヶ峰に発して、大原湖（佐波川ダム）を経てさらに南流し、中国自動車道と交差してからは南西流に転じ、防府市街北西部をよぎったのち周防灘（大海湾）に注いでいる。流域の地方公共団体は、防府市、山口市、周南市。

### 名前の由来
佐波川の名の由来は諸説がある。
- 国土交通省の紹介では、12世紀末に重源が東大寺再建のための材木を伐採するために、佐波川上流の奥地（現在の滑山国有林[1]など）に来ていたが、職人や人夫の中には奈良から来た者もあった。ある日、これらの者たちが戯れに「故郷を離れて一度も魚を食べていないので、これでは精がつきません」というと、重源は側にあった木片に「鯖」の字を書き込んで、加持祈祷し池の中に投げ込むと、木片は鯖となり、とって食べてみると本当の鯖であった。また、同じように近くの川に投げ込むとたちまち鯖になったので、この川を「さばがわ」と呼ぶようになったという伝説がある[2]。
- 佐波川に隣接する防府市天神山の北西にある白坂公園の説明板によると、神功皇后が桑山に登って四方を眺めていた時に発した「さばけた」の言葉に由来するという伝説が仁井令八幡宮（現桑山八幡宮）縁起に書かれている[3]。
- 同じく白坂公園の説明板によると、この川では多く獲れる鯖が周防国の特産品になっていたことに由来する。

### 自然
毎年3月頃はアマゴ釣りが、6月頃にアユ釣りが解禁され、大勢の釣り人で賑わう。また、ヤマメ、オイカワ、ムギツク、スナヤツメ、アカザ、オヤニラミなどの生息も確認されているほか、河口付近では4月頃からはアサリやハマグリなどの潮干狩りも行える。
初夏にはゲンジボタルの姿を見ることもでき、毎年6月前後に防府市内の河川敷にあるホタル広場で「佐波川ホタルの夕べ」というイベントが催される（このイベントでは合唱組曲佐波川を歌う会によって組曲「佐波川」が合唱される）。
「佐波川蛍の川」で、昭和61年度手づくり郷土賞（ふれあいの水辺）受賞。「佐波川の新しい空間　そして未来へ！　～小野水辺の楽校～」で令和元年度手づくり郷土賞受賞。

### 洪水

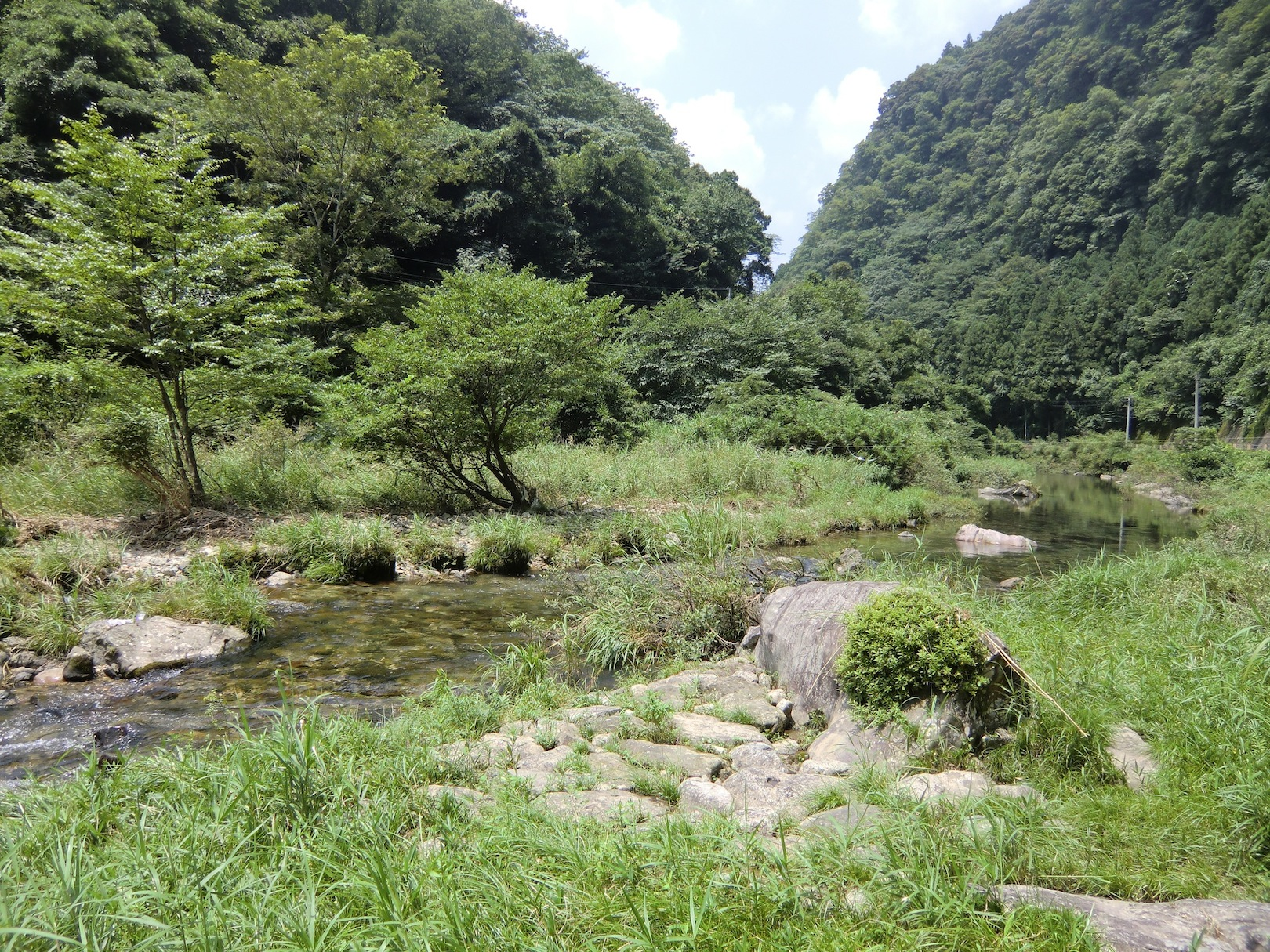
山口市徳地船路に現存する関水跡

古来より佐波川は何度も洪水を起こしており、重源が木材運搬のために118箇所築いたとされる関水（堰）も、殆どが洪水被害により失われている。近代で特に大きな被害を出した洪水としては、国土交通省の佐波川水系河川整備基本方針が、1918年（大正7年）7月の台風により各地で堤防が決壊して3,451戸が浸水した洪水と、1951年（昭和26年）7月に梅雨前線豪雨により堤防17ヶ所が決壊して浸水家屋3,397戸に及んだ洪水を挙げている。ただし、1972年（昭和47年）昭和47年7月豪雨災害以降は、河川氾濫による浸水被害は出ていない。

## 主な支流
- 島地川 - 周南市鹿野地区を源流とし、山口市徳地堀で佐波川本川と合流する。島地川ダム（国土交通省直轄ダム）がある。

## 並行する交通

### 鉄道
かつて防石鉄道が防府駅 - 堀駅で並行していたが、1964年（昭和39年）に廃止された。

### 道路
- 国道489号（山口市徳地堀以北）
- 山口県道24号防府徳地線（山口市徳地堀以南の右岸）
- 山口県道184号三田尻港徳地線（山口市徳地堀以南の左岸・元防石鉄道跡）
- 山口県道503号佐波川自転車道線（山口市徳地堀以南の左岸・自転車道）
- 国道2号防府バイパス（防府市右田以南の右岸）

その他、佐波川と交差している山陽自動車道には、佐波川サービスエリアが建設されている。

## CM
佐波川はテレビコマーシャルのロケ地として使われることがある。
- とくぢ味噌
- 藤光蒲鉾工業
- 徳山競艇

いずれも過去に放送されたもので現在は放送されていない。